# 梶川武志
梶川 武志（かじかわ　たけし、本名：梶川 武、血液型：A型 1971年5月13日 - ）は、千葉県出身のプロゴルファーである。梶川 剛奨から梶川武志へ選手名を改名。バンカーショットを得意とし、2009年にサンドセーブ率一位(64.8%)を獲得。現在は千葉県八千代市にてゴルフスクール(KKGAⓇ)を経営。若手プロゴルファーの育成も手掛けている。

## 略歴・人物
高校在学中のアルバイト先が縁でプロゴルファー江本光と出会い、プロを目指すきっかけをつかむ。
東葛飾高校を卒業後、研修生となり、1995年に24歳でプロテスト合格。
2006年に交通事故で首のヘルニアを患い、2007年は5試合のみ出場。
2009年結婚。同年東海クラシックでは石川遼と池田勇太との激闘の末2位(1位 石川遼)。

## 成績
- 2019年 - 小山杯上総モナークオープンゴルフトーナメント　2位
- 2019年 - 愛知プロゴルフ協会グローアップツアー　優勝
- 2016年 - 三重県オープン　優勝
- 2010年 - 千葉オープン　　優勝
- 2009年 - 東海クラシック　　2位
- 2009年 - セガサミーカップ　7位T
- 2009年 - サンドセーブ率　1位(64.8%)

## ゴルフ理論・メソッド
世の中ゴルフスイングのみに着目した理論が多い中、スイングの前にクリーンヒットする感覚を覚えることに着目している。感覚を鍛えながらのスイング改革としてシャドウスイングでのトレーニングを提唱。打ち方だけに捕らわれない指導を行っている。メソッドについては無料にて(YouTube)に全て公開しゴルフ人口増加を目指している。

## 座右の銘
「忍之一字」自身の使用ボールには必ずプリントしている。

## 師弟関係
師匠：江本光（エモトヒカル）
弟子：湯本開史（ユモトカイシ）

## 趣味
囲碁・将棋
自己啓発（様々なセミナーに参加中）
ゴルフ
読書（ビジネス書全般）
スポーツ観戦（特に格闘技）
パソコン・ガジェット等IT全般（特にGAFAMサービスのビジネス活用）
クラシック音楽

## 関連作品

### DVD
- 梶川剛奨のシャドースイングを極める（ゴルフライブ）

### YouTube
- 梶川武志のゴルフチャネル
- KKGAゴルフチャンネル